# Darius Pranckevičius
Darius Pranckevičius (ur. 2 maja 1967 w Wilnie) – litewski dyplomata, ambasador Republiki Litewskiej w Turcji i Iranie.

## Życiorys
W 1992 ukończył studia na Wydziale Ekonomii Uniwersytetu Wileńskiego, po czym odbył staż naukowy poświęcony dyplomacji na Uniwersytecie Stanford oraz w Hoover Institute. W 2000 kształcił się na Uniwersytecie w Oksfordziezie.
Od 1991 zatrudniony w Ministerstwie Spraw Zagranicznych Republiki Litwy, pracował w Departamencie Prasowo-Informacyjnym oraz w Departamentach Integracji Europejskiej i Stosunków Gospodarczych (we wszystkich przypadkach jako pierwszy sekretarz).
Od 1993 do 1997 pełnił funkcję pierwszego sekretarza w Ambasadzie w Waszyngtonie. Po powrocie do kraju stanął na czele Wydziału Współpracy Gospodarczej Departamentu Integracji Europejskiej MSZ.
W latach 2000–2004 pełnił funkcję chargé d’affaires w Ambasadzie Litwy w Królestwie Niderlandów. Przez krótki czas w 2004 był dyrektorem Departamentu Informacyjnego MSZ.
7 maja 2007 rozpoczął misję jako ambasador nadzwyczajny i pełnomocny w Republice Tureckiej. Od maja 2008 jest również przedstawicielem Litwy o tej samej randze w Islamskiej Republice Iranu.